# Сиско (певец)
Си́ско (англ. SisQó или Sisqó) — американский певец, музыкальный продюсер, один из основателей и серебряноволосый участник ритм-н-блюзового вокального квартета Dru Hill (особенно популярного в конце 1990-х годов). Кроме того, активен сольно.
Его дебютный сольный альбом Unleash the Dragon вышел в 1999 году и был очень успешным. С него были изданы такие хиты, как «Thong Song» (3-е место в США) и «Incomplete» (1-е место в США). В Соединённых Штатах альбом стал пятикратно платиновым.

## Дискография
Вместе с Dru Hill
- Dru Hill (1996)
- Enter the Dru (1998)
- Dru World Order (2002)
- InDRUpendence Day (2010)

Сольные альбомы
- Unleash the Dragon (1999)
- Return of Dragon (2001)
- Last Dragon (2015)

Микстейп-альбомы
- Dragon Music[6][7] (2008)
- The Return of the Dragon[8] (2010)

Сборники
- 20th Century Masters — The Millennium Collection: The Best of Sisqó[9] (2006)

EP
- Thong Song — Best Of — EP[10] (2013)
- Genesis[11][12] (2019)

Невыпущенные альбомы
- The Last Dragon[13][14] (2008/2012)

## Фильмография
- См. «Sisqó § Filmography» в английском разделе.

## Премии и номинации
- См. «Sisqó § Awards/nominations» в английском разделе.